# Morrinhos do Sul
Morrinhos do Sul è un comune del Brasile nello Stato del Rio Grande do Sul, parte della mesoregione Metropolitana de Porto Alegre e della microregione di Osório.